# Денисенко Олександр Володимирович
Олекса́ндр Володи́мирович Денисе́нко (*5 вересня 1958, Київ) — український літератор (драматург, прозаїк, сценарист), актор, режисер, автор теле- і радіопередач. Член Спілки кінематографістів України, Асоціації українських письменників. Заслужений діяч мистецтв України (2004).

## Загальні відомості
У 1981 році закінчив акторський факультет Всесоюзного інституту кінематографії у Москві. Згодом — кінорежисерський факультет Київського державного інституту театрального мистецтва ім. І.Карпенка-Карого. Поставив фільми: «Що записано в книгу життя» (лауреат Міжнародного кінофестивалю Матері — Ізраїль, Хайфа, 1989 р., та Всесоюзного фестивалю «Дебют» — Москва, 1989 р.), «Повіяв вітер січовий», «…І почалась революція», «П'ятий рік: пробудження», «Замість Бога» та інші. Як актор зіграв ролі у фільмах: «Високий перевал» (Ґран-прі Міжнародного фестивалю «Молодість», 1982 р.), «Легенда про княгиню Ольгу», «Помилуй і прости», «Совість», «Казки старого Арбату», «У привидів у полоні», «Українська вендета», «Сльози крапали» та інших. Автор низки романів, повістей, оповідань та кіносценаріїв.

## Біографія
Народився 5 вересня 1958 року у місті Києві у родині кінорежисера, Народного артиста України, лауреата Національної премії ім. Т. Шевченка Денисенка Володимира Терентійовича, і актриси, Народної артистки України Наум Наталії Михайлівни.
У 1975 році закінчив київську середню школу № 92 ім. Івана Франка і вступив до Київського державного університету ім. Тараса Шевченка на факультет кібернетики. Впродовж навчання на факультеті, вже перебуваючи на другому курсі, створив студентський аматорський театральний гурток під назвою «Біля колон» і поставив два спектаклі «Двадцять хвилин з ангелом» за О.Вампіловим та «Міщанин-шляхтич» за Ж. Мольєром.
У 1978 році вступив на акторський факультет Всесоюзного інституту кінематографії у Москві на курс Народного артиста СРСР Сергія Бондарчука, який закінчив у 1981 році.
У 1981—2002 рр. (з перервами) — режисер і актор на кіностудії художніх фільмів ім. О. Довженка.
Починаючи від 8 березня 2000 року до 3 серпня 2005 року працював на телекомпанії «Київ» як автор і ведучий щоденної телепрограми «Кіносалон Олександра Денисенка», автор та диктор анонсів кінофільмів та завідувач відділу кінопрограм. Визначав творчі напрямки кіномовлення телеканалу.
Директор студії «Укртелефільм» (1994—1995 рр.; за даними knpu.gov.ua - з 1994 по 1998 рік)
Директор з творчих питань телекомпанії «Глас» (2005—2010 рр.)
Заступник директора радіо «Культура» Українського радіо (УР-3) (2010 р. — до жовтня 2014 р.).
Директор радіо «Культура» Українського радіо (УР-3) — (з жовтня 2014 р. — до нинішнього часу).

## Акторська та виконавська діяльність
З 1981 до 1988 року працював на кіностудії ім. Олександра Довженка актором. Знявся у двадцяти п'яти картинах переважно у головних ролях або ролях другого плану у відомих режисерів: Георгія Данелії, Савви Куліша, Юрія Іллєнка, Олександра Муратова, Бориса Івченка, Ігоря Негреску, Олега Бійми та інших. Як актор виконав ролі у фільмах: «Високий перевал», «Легенда про княгиню Ольгу», «Казки старого Арбату», «У привидів у полоні», «Помилуй і прости», «Совість», «Українська вендета», «Сльози крапали», «Провал операції „Велика ведмедиця“», «Острів любові», «Раптовий викид», «Скарга», «Шевченко. Заповіт», «Троянський Спас» та ін.
За роль Гарвасія Доцьо у фільмі «Високий перевал» був удостоєний гран-прі Міжнародного фестивалю «Молодість» у 1982 р.

## Режисерська діяльність
Після здобуття режисерської освіти і закінчення кафедри режисури кіно та телебачення кінофакультета Київського театрального інституту у 1988 році, на якому вчився не полишаючи акторської діяльності, працював одночасно на тій же студії ім. О. Довженка як і режисер-постановник.
У 1988 році на кіностудії ім. О.Довженка як режисер-постановник і сценарист зняв художній фільм «Що записано у книгу життя» за Михайлом Коцюбинським. Фільм «Що записано в книгу життя» — лауреат міжнародного кінофестивалю Матері (Ізраїль, м. Хайфа) — 1989 р. та Всесоюзного фестивалю «Дебют» (м. Москва) — 1989 р.
У 1989 році був режисером відновлення і нової редакції «репресованого» художнього кінофільму «Совість» (автори фільму: В. Денисенко та В. Земляк).
У 1992 році, у зв'язку з тим, що в Україні практично припинилось кіновиробництво, працював у системі Держтелерадіо. Був автором і режисером історико-публіцистичної телепрограми «VADE ME CUM» на студії «Укртелефільм».
1993 року перейшов на роботу до Національної кінематеки України як режисер-постановник 2-ї категорії, а потім — 1-ї категорії. Під час роботи у кінематеці обіймав посади зав. відділу та продюсера кіновідеолітопису. Зняв науково-популярні фільми: «Повіяв вітер січовий», «…І почалась революція», «1905-й рік: пробудження».
З 1994 по 1998 рік працював головним режисером ТВО «Культура», директором ТВО «Образ», директором студії «Укртелефільм» та старшим режисером ТВО «Відродження» у системі Держтелерадіо та Національної телекомпанії України. Був автором телепрограм «TV-історії», «Парадокси історії» та інших.
У 1996 році зняв, як режисер і сценарист, документальний фільм про більшовицький терор — «Замість Бога».
У 1998 році працював головним продюсером «Українського об'єднання артистів» і як режисер-постановник поставив театралізоване шоу «АКТ-АКАДЕМІЯ» за участю театральних акторів з усіх театрів м. Києва.
З 1999 року працював на кіностудії ім. О. Довженка, з 2000 року паралельно працюючи на телеканалі «Київ», як режисер-постановник зняв документальний фільм про Києво-Могилянську Академію «Academia sempiterna» у 2003 році та повнометражний художній фільм «Троянський Спас» у 2004 році.
Одночасно за угодою працював у театрі ім. І. Франка і поставив, як режисер, виставу за Едуардо Де Філіппо «Різдво у домі Куп'єлло» за власним перекладом у 2003 році.
у 2008 р. створив, як режисер-постановник і автор сценарію, повнометражний документальний фільм «Сумна історія Антона Чехова» (Телекомпанія «Глас»).
У 2013 був режисером і сценаристом документального повнометражного фільму «Денисія. Світи Володимира Денисенка» (Національна кінематека України).
У 2015 р. створив, як режисер-постановник та автор сценарію, повнометражний художньо-документальний фільм про Тараса Шевченка «І я таки жив!». Також триває робота над кінострічкою про Тараса Шевченка «Тарас. Прощання з пустелею» (фільм присвячений життю Шевченка в останні місяці його десятирічного заслання у 1847—1857 рр.).
У 2018 р. зняв художній фільм-сагу «Тарас. Повернення» робочі назва: «Прощання з пустелею», «Таразі. Прощання з пустелею» (120 хв., компанія Інсайтмедіа) про період заслання Тараса Шевченка у Казахстані.
9 березня 2019 року відбувся передпрем'єрний показ фільму в Національному музеї Тараса Шевченка. 13 вересня 2019 року відбулася фестивальна прем'єра фільму на Міжнародному кінофестивалі «Бруківка» у Кам'янці-Подільському. В український широкий прокат стрічка вийшла 24 вересня 2020 році; прокатник — Svoe kino.
У вересні 2019 року у Кам'янці-Подільському на кінофестивалі «Бруківка» фільм отримав 1-шу нагороду як найкращий художній український фільм, операторська робота оператора фільму Олександра Кришталовича була визнана найкращою, а приз за найкращу акторську гру акторів у головній ролі був вручений акторам фільму Анні Топчій та Юрію Шульгану.
Наприкінці жовтня 2019 року на Міжнародному кінофестивалі «Місто мрії» у Рівному фільм виборов перше місце у номінації художніх фільмів.

## Літературна діяльність
З 1988 року пише прозу і друкується в українських часописах, літературних збірках та газетах. Автор романів, повістей, оповідань, кіносценаріїв та п'єс. Пише вірші, які не пропонує жодному видавництву, оскільки вважає, що майстерністю римувати мусить володіти і використовувати, як літературний тренінг, у своїй роботі кожен письменник.
Повість «Глина» опублікована у журналах «Українські проблеми» (1994. — Ч.3: перший розділ) та «Київ» (1996. — Ч.1-2: обидва розділи), повість «Потяг» опублікована у «Кур'єрі Кривбасу» (1997. — Ч. 85-86), оповідання «Запах зломленої квітки» опубліковане у «Кур'єрі Кривбасу (1994. — Ч.17), оповідання „Залізна баба“ опубліковане у газеті „Нєзавісімость“ українською мовою (14 червня 1996 р.). У співавторстві з Аллою Тютюнник написав повість „На шляху підземної ріки“, що була надруковано на сторінках журналу „Київ“ (1990. — Ч.9) та у збірці „Романи і повісті“ у 1989 році. У часописі „Кур'єр Кривбасу“ поміщено уривок з його роману „Комедія інстинкту“ (1999. — Ч.119-120) та скорочений варіант роману „Містич“ (2002. — Ч. 167—168), повість „Вітя Давида — людина ідеї“ у часописі „Кур'єр Кривбасу“ (2004. — Ч.188), оповідання „Великий Іван“ („Кур'єр Кривбасу“ (2008. — Ч.255).
П'єса „Оксана“ про останні роки життя і таємницю смерті Т. Шевченка опублікована у „Кур'єрі Кривбасу“ (2002. — Ч.148) та у збірці „Наша драма“ (грудень 2002 р.). Ця п'єса поставлена у Національному академічному театрі ім. І. Франка у 2003 році під назвою „Божественна самотність“.
Комедія-мюзикл „Травень-вересень“ опублікована у „Кур'єрі Кривбасу“ (2005. — Ч.187).
Оповідання „Душа ріки“ перекладене німецькою мовою й видрукуване в німецькій антології химерної літератури „Die Stimme des Grases“ (2000 — Brodina Verlag), у „Кур'єрі Кривбасу“, газеті „Слово“, а також видане у антології „Приватна колекція“ (2002. — Львів.).
У 2008 році у Літературній агенції „Піраміда“ вийшла книжка прози „Душа ріки“.
На початку 2009 р. у видавництві Грані-Т» вийшла друком книга «Сердечний рай, або Оксана» про останні роки життя Т. Шевченка, у основу якої покладено текст п'єси «Оксана» О. Денисенка, а також опубліковано невідомі документи з життя Т. Шевченка та коментарі істориків, мистецтвознавців та діячів культури.
Книга Олександра Денисенка «Сердечний Рай… або Оксана» одержала друге місце на VI-му Міжнародному конкурсі книги у Москві у номінації «Співдружність».
У 2009 році О. Денисенко за кіносценарій «Оксана» одержав ІІ премію всеукраїнського літературного конкурсу «Коронація слова».
У 2010 р. у видавництві «Грані-Т» вийшов роман-фентезі О. Денисенка «Межник. На грані світла і тіні».
6 березня 2012 р. О. Денисенко переміг у Всеукраїнському конкурсі літературних сценаріїв художнього фільму про Тараса Шевченка до 200-ліття від дня народження поета. За надання його сценарію «Прощання з пустелею» першого місця журі конкурсу на чолі з французьким кінокритиком Любомиром Госейко та українським кінооператором Юрієм Гармашем проголосувало одноголосно.
Автор циклу «Історія християнської Церкви», який складається зі 150 драматичних есеїв, поставлених на Українському радіо у 2012—2013 рр. і виданих окремим накладом з 6 CD-дисків у 2013 р.
Автор трьох сценаріїв літературно-драматичних радіопостановок з життя Тараса Шевченка: «Походження», «І не чорнявий, і не білявий», «О, мій сопутниче святий!», поставлених на Національному радіо у 2014 р..

## Членство у НДО
- З 1984 року член Спілки кінематографістів України.
- Член «Асоціації українських письменників» з 1996 року та член Конфедерації драматургів України з 2001 року.

## Нагороди
- У 2004 році був удостоєний звання «Заслужений діяч мистецтв України».